# Thaiföld a 2016. évi nyári olimpiai játékokon
Thaiföld a brazíliai Rio de Janeiróban megrendezett 2016. évi nyári olimpiai játékok egyik részt vevő nemzete volt. Az országot az olimpián 15 sportágban 54 sportoló képviselte, akik összesen 6 érmet szereztek.

## Érmesek
| Érem  | Versenyző              | Sportág    | Versenyszám   |
| ----- | ---------------------- | ---------- | ------------- |
| Arany | Szopita Thanaszan      | Súlyemelés | Női 48 kg     |
| Arany | Szukanja Sziszurat     | Súlyemelés | Női 58 kg     |
| Ezüst | Phimsziri Szirikeo     | Súlyemelés | Női 58 kg     |
| Ezüst | Tawin Hanprab          | Taekwondo  | Férfi légsúly |
| Bronz | Szinphet Kruajthong    | Súlyemelés | Férfi 56 kg   |
| Bronz | Panipak Wongpattanakit | Taekwondo  | Női légsúly   |

## Asztalitenisz
Férfi
| Versenyző                 | Versenyszám | Selejtező         | 64-es főtábla                                            | 48-as főtábla                                     | 32-es főtábla     | Nyolcaddöntő      | Negyeddöntő       | Elődöntő          | Döntő             | Helyezés |
| Versenyző                 | Versenyszám | Ellenfél Eredmény | Ellenfél Eredmény                                        | Ellenfél Eredmény                                 | Ellenfél Eredmény | Ellenfél Eredmény | Ellenfél Eredmény | Ellenfél Eredmény | Ellenfél Eredmény | Helyezés |
| ------------------------- | ----------- | ----------------- | -------------------------------------------------------- | ------------------------------------------------- | ----------------- | ----------------- | ----------------- | ----------------- | ----------------- | -------- |
| Padasak Tanviriyavechakul | Egyes       | erőnyerő          | Szaumjadzsit Ghos (IND) · 11–8, 11–6, 12–14, 11–6, 13–11 | Panajótisz Giónisz (GRE) · 7–11, 2–11, 5–11, 6–11 | kiesett           | kiesett           | kiesett           | kiesett           | kiesett           | 33.      |

Női
| Versenyző            | Versenyszám | Selejtező         | 64-es főtábla                                              | 48-as főtábla                                             | 32-es főtábla                                      | Nyolcaddöntő      | Negyeddöntő       | Elődöntő          | Döntő             | Helyezés |
| Versenyző            | Versenyszám | Ellenfél Eredmény | Ellenfél Eredmény                                          | Ellenfél Eredmény                                         | Ellenfél Eredmény                                  | Ellenfél Eredmény | Ellenfél Eredmény | Ellenfél Eredmény | Ellenfél Eredmény | Helyezés |
| -------------------- | ----------- | ----------------- | ---------------------------------------------------------- | --------------------------------------------------------- | -------------------------------------------------- | ----------------- | ----------------- | ----------------- | ----------------- | -------- |
| Nanthana Khamvong    | Egyes       | erőnyerő          | Dina Meshref (EGY) · 7–11, 13–11, 11–7, 11–4, 11–9         | Fu Yu (POR) · 14–16, 8–11, 12–10, 11–8, 7–11, 12–10, 11–8 | Han Jing (Han Ying) (GER) · 2–11, 4–11, 4–11, 3–11 | kiesett           | kiesett           | kiesett           | kiesett           | 17.      |
| Suthasini Sawettabut | Egyes       | erőnyerő          | Xing Han (CGO) · 11–9, 10–12, 7–11, 8–11, 11–6, 11–7, 11–9 | Jiao Li (NED) · 10–12, 8–11, 11–9, 7–11, 11–8, 5–11       | kiesett                                            | kiesett           | kiesett           | kiesett           | kiesett           | 33.      |

## Atlétika
Férfi
| Versenyző         | Versenyszám | Döntő   | Döntő    |
| Versenyző         | Versenyszám | Idő     | Helyezés |
| ----------------- | ----------- | ------- | -------- |
| Boonthung Srisung | Maraton     | 2:37:46 | 132.     |

Női
| Versenyző              | Versenyszám | Döntő   | Döntő    |
| Versenyző              | Versenyszám | Idő     | Helyezés |
| ---------------------- | ----------- | ------- | -------- |
| Natthaya Thanaronnawat | Maraton     | 3:11:31 | 130.     |
| Jane Vongvorachoti     | Maraton     | 2:47:27 | 91.      |

| Versenyző        | Versenyszám   | Selejtező | Selejtező | Döntő    | Döntő    |
| Versenyző        | Versenyszám   | Eredmény  | Helyezés  | Eredmény | Helyezés |
| ---------------- | ------------- | --------- | --------- | -------- | -------- |
| Subenrat Insaeng | Diszkoszvetés | 56,64 m   | 24.       | kiesett  | kiesett  |

## Cselgáncs
Férfi
| Versenyző       | Versenyszám | 32-es főtábla                      | Nyolcaddöntő      | Negyeddöntő       | Elődöntő          | Vigaszág elődöntő | Bronz- mérkőzés   | Döntő             | Helyezés |
| Versenyző       | Versenyszám | Ellenfél Eredmény                  | Ellenfél Eredmény | Ellenfél Eredmény | Ellenfél Eredmény | Ellenfél Eredmény | Ellenfél Eredmény | Ellenfél Eredmény | Helyezés |
| --------------- | ----------- | ---------------------------------- | ----------------- | ----------------- | ----------------- | ----------------- | ----------------- | ----------------- | -------- |
| Kunathip Yea-on | Nehézsúly   | Daniel Natea (ROU) · 000(0)–100(0) | kiesett           | kiesett           | kiesett           |                   |                   |                   | 17.      |

## Evezés
Férfi
| Versenyző       | Versenyszám  | Előfutam | Előfutam | Vigaszág | Vigaszág | Negyeddöntő   | Negyeddöntő   | Elődöntő | Elődöntő | Elődöntő | Döntő | Döntő   | Döntő | Helyezés |
| Versenyző       | Versenyszám  | Idő      | Hely.    | Idő      | Hely.    | Idő           | Hely.         | Típus    | Idő      | Hely.    | Típus | Idő     | Hely. | Helyezés |
| --------------- | ------------ | -------- | -------- | -------- | -------- | ------------- | ------------- | -------- | -------- | -------- | ----- | ------- | ----- | -------- |
| Jaruwat Saensuk | Egypárevezős | 7:25,06  | 4.       | 7:16,39  | 3.       | nem jutott be | nem jutott be | E/F      | 7:54,38  | 1.       | E     | 7:49,86 | 2.    | 26.      |

Női
| Versenyző           | Versenyszám  | Előfutam | Előfutam | Vigaszág | Vigaszág | Negyeddöntő   | Negyeddöntő   | Elődöntő | Elődöntő | Elődöntő | Döntő | Döntő   | Döntő | Helyezés |
| Versenyző           | Versenyszám  | Idő      | Hely.    | Idő      | Hely.    | Idő           | Hely.         | Típus    | Idő      | Hely.    | Típus | Idő     | Hely. | Helyezés |
| ------------------- | ------------ | -------- | -------- | -------- | -------- | ------------- | ------------- | -------- | -------- | -------- | ----- | ------- | ----- | -------- |
| Phuttharaksza Nikri | Egypárevezős | 9:17,95  | 4.       | 8:07,92  | 4.       | nem jutott be | nem jutott be | E/F      | 8:51,99  | 3.       | E     | 8:41,34 | 3.    | 27.      |

## Golf
| Versenyző            | Versenyszám  | 1. forduló | 1. forduló | 2. forduló | 2. forduló | 3. forduló | 3. forduló | 4. forduló | 4. forduló | Összesen | Összesen | Összesen    |
| Versenyző            | Versenyszám  | Pont       | Par        | Pont       | Par        | Pont       | Par        | Pont       | Par        | Pontszám | Par      | Helyezés    |
| -------------------- | ------------ | ---------- | ---------- | ---------- | ---------- | ---------- | ---------- | ---------- | ---------- | -------- | -------- | ----------- |
| Kiradech Aphibarnrat | Férfi egyéni | 71         | 0          | 69         | −2         | 69         | −2         | 67         | −4         | 276      | −8       | 5.          |
| Thongchai Jaidee     | Férfi egyéni | 70         | −1         | 75         | +4         | 67         | −4         | 67         | −4         | 279      | −5       | 15.         |
| Ariya Jutanugarn     | Női egyéni   | 65         | −6         | 71         | 0          | feladta    | feladta    | kiesett    | kiesett    | kiesett  | kiesett  | helyezetlen |
| Pornanong Phatlum    | Női egyéni   | 71         | 0          | 72         | +1         | 69         | −2         | 71         | 0          | 283      | −1       | 25.         |

## Íjászat
Férfi
| Versenyző         | Versenyszám | Selejtező | Selejtező | 64-es főtábla                         | 32-es főtábla                                 | Nyolcaddöntő                           | Negyeddöntő       | Elődöntő          | Döntő             | Helyezés |
| Versenyző         | Versenyszám | Pont      | Kiemelés  | Ellenfél Eredmény                     | Ellenfél Eredmény                             | Ellenfél Eredmény                      | Ellenfél Eredmény | Ellenfél Eredmény | Ellenfél Eredmény | Helyezés |
| ----------------- | ----------- | --------- | --------- | ------------------------------------- | --------------------------------------------- | -------------------------------------- | ----------------- | ----------------- | ----------------- | -------- |
| Witthaya Thamwong | Egyéni      | 655       | 41.       | Dzsancangín Gantögsz (MGL)(24.) · 7-3 | Vej Csün-hang (Wei Chun-heng) (TPE)(9.) · 6-5 | Jean-Charles Valladont (FRA)(8.) · 0-6 | kiesett           | kiesett           | kiesett           | 9.       |

## Kerékpározás

### BMX
| Versenyző   | Versenyszám | Selejtező | Selejtező | Elődöntő | Elődöntő | Döntő   | Döntő    | Helyezés |
| Versenyző   | Versenyszám | Idő       | Helyezés  | Pont     | Helyezés | Idő     | Helyezés | Helyezés |
| ----------- | ----------- | --------- | --------- | -------- | -------- | ------- | -------- | -------- |
| Amanda Carr | Női         | 36,464    | 13.       | 18       | 6.       | kiesett | kiesett  | 12.      |

### Országúti kerékpározás
Női
| Versenyző         | Versenyszám   | Idő           | Helyezés      |
| ----------------- | ------------- | ------------- | ------------- |
| Jutatip Maneephan | Mezőnyverseny | nem ért célba | nem ért célba |

## Ökölvívás
Férfi
| Versenyző       | Versenyszám  | Selejtező                   | Nyolcaddöntő                    | Negyeddöntő                     | Elődöntő          | Döntő             | Helyezés |
| Versenyző       | Versenyszám  | Ellenfél Eredmény           | Ellenfél Eredmény               | Ellenfél Eredmény               | Ellenfél Eredmény | Ellenfél Eredmény | Helyezés |
| --------------- | ------------ | --------------------------- | ------------------------------- | ------------------------------- | ----------------- | ----------------- | -------- |
| Chatchai Butdee | Harmatsúly   | Qais Ashfaq (GBR) · 3-0     | Vlagyimir Nyikityin (RUS) · 1-2 | kiesett                         | kiesett           | kiesett           | 9.       |
| Amnat Ruenroeng | Könnyűsúly   | Ignacio Perrín (ARG) · 3-0  | Sofiane Oumiha (FRA) · RSC      | kiesett                         | kiesett           | kiesett           | 9.       |
| Wuttichai Masuk | Kisváltósúly | erőnyerő                    | Gary Russell (USA) · 1-2        | kiesett                         | kiesett           | kiesett           | 9.       |
| Sailom Adi      | Váltósúly    | Pavel Kostromin (BLR) · 2-1 | Simeon Chamov (BUL) · 3-0       | Souleymane Cissokho (FRA) · 0-3 | kiesett           | kiesett           | 5.       |

Női
| Versenyző         | Versenyszám | Selejtező         | Negyeddöntő                 | Elődöntő          | Döntő             | Helyezés |
| Versenyző         | Versenyszám | Ellenfél Eredmény | Ellenfél Eredmény           | Ellenfél Eredmény | Ellenfél Eredmény | Helyezés |
| ----------------- | ----------- | ----------------- | --------------------------- | ----------------- | ----------------- | -------- |
| Peamwilai Laopeam | Légsúly     | erőnyerő          | Ingrit Valencia (COL) · 0-3 | kiesett           | kiesett           | 5.       |

## Sportlövészet
Férfi
| Versenyző           | Versenyszám           | Selejtező | Selejtező | Döntő   | Döntő    |
| Versenyző           | Versenyszám           | Pont      | Helyezés  | Pont    | Helyezés |
| ------------------- | --------------------- | --------- | --------- | ------- | -------- |
| Napis Tortungpanich | Légpuska              | 617,4     | 41.       | kiesett | kiesett  |
| Napis Tortungpanich | Sportpuska, összetett | 1159      | 37.       | kiesett | kiesett  |
| Napis Tortungpanich | Sportpuska, fekvő     | 620,9     | 29.       | kiesett | kiesett  |
| Attapon Uea-aree    | Sportpuska, fekvő     | 625,3     | 7.        | 80,8    | 8.       |

Női
| Versenyző             | Versenyszám   | Selejtező | Selejtező | Elődöntő | Elődöntő | Döntő   | Döntő    |
| Versenyző             | Versenyszám   | Pont      | Helyezés  | Pont     | Helyezés | Pont    | Helyezés |
| --------------------- | ------------- | --------- | --------- | -------- | -------- | ------- | -------- |
| Pim-on Klaisuban      | Légpisztoly   | 373       | 39.       |          |          | kiesett | kiesett  |
| Pim-on Klaisuban      | Sportpisztoly | 575       | 23.       | kiesett  | kiesett  | kiesett | kiesett  |
| Tanyaporn Prucksakorn | Sportpisztoly | 568       | 32.       | kiesett  | kiesett  | kiesett | kiesett  |
| Tanyaporn Prucksakorn | Légpisztoly   | 378       | 27.       |          |          | kiesett | kiesett  |
| Sutiya Jiewchaloemmit | Skeet         | 68        | 10.       | kiesett  | kiesett  | kiesett | kiesett  |

## Súlyemelés
Férfi
| Versenyző            | Versenyszám | Szakítás | Szakítás | Lökés    | Lökés    | Összesen | Helyezés |
| Versenyző            | Versenyszám | Eredmény | Helyezés | Eredmény | Helyezés | Összesen | Helyezés |
| -------------------- | ----------- | -------- | -------- | -------- | -------- | -------- | -------- |
| Szinphet Kruajthong  | 56 kg       | 132      | 3.       | 157      | 3.       | 289      |          |
| Witoon Mingmoon      | 56 kg       | 113      | 9.       | 148      | 7.       | 261      | 9.       |
| Tairat Bunsuk        | 69 kg       | 137      | 16.      | 179      | 7.       | 316      | 11.      |
| Chatuphum Chinnawong | 77 kg       | 165      | 4.       | 191      | 6.       | 356      | 4.       |
| Sarat Sumpradit      | 94 kg       | 177      | 3.       | 213      | 4.       | 390      | 4.       |

Női
| Versenyző          | Versenyszám | Szakítás | Szakítás | Lökés                    | Lökés                    | Összesen | Helyezés |
| Versenyző          | Versenyszám | Eredmény | Helyezés | Eredmény                 | Helyezés                 | Összesen | Helyezés |
| ------------------ | ----------- | -------- | -------- | ------------------------ | ------------------------ | -------- | -------- |
| Szopita Thanaszan  | 48 kg       | 92       | 1.       | 108                      | 1.                       | 200      |          |
| Phimsziri Szirikeo | 58 kg       | 102      | 2.       | 130                      | 2.                       | 232      |          |
| Szukanja Sziszurat | 58 kg       | 110      | 1.       | 130                      | 1.                       | 240      |          |
| Rattikan Kunnoj    | 63 kg       | 108      | 3.       | érvényes kísérlet nélkül | érvényes kísérlet nélkül | kiesett  | kiesett  |

## Taekwondo
Férfi
| Versenyző     | Versenyszám | Nyolcaddöntő                           | Negyeddöntő                | Elődöntő                 | Vigaszág elődöntő | Bronz- mérkőzés   | Döntő                              | Helyezés |
| Versenyző     | Versenyszám | Ellenfél Eredmény                      | Ellenfél Eredmény          | Ellenfél Eredmény        | Ellenfél Eredmény | Ellenfél Eredmény | Ellenfél Eredmény                  | Helyezés |
| ------------- | ----------- | -------------------------------------- | -------------------------- | ------------------------ | ----------------- | ----------------- | ---------------------------------- | -------- |
| Tawin Hanprab | Légsúly     | Kim Thehun (Kim Tae-hun) (KOR) · 12-10 | Safwan Khalil (AUS) · 11-9 | Luisito Pié (DOM) · 11-7 |                   |                   | Csao Suaj (Zhao Shuai) (CHN) · 4-6 |          |

Női
| Versenyző              | Versenyszám | Nyolcaddöntő               | Negyeddöntő                        | Elődöntő          | Vigaszág elődöntő            | Bronz- mérkőzés              | Döntő             | Helyezés |
| Versenyző              | Versenyszám | Ellenfél Eredmény          | Ellenfél Eredmény                  | Ellenfél Eredmény | Ellenfél Eredmény            | Ellenfél Eredmény            | Ellenfél Eredmény | Helyezés |
| ---------------------- | ----------- | -------------------------- | ---------------------------------- | ----------------- | ---------------------------- | ---------------------------- | ----------------- | -------- |
| Panipak Wongpattanakit | Légsúly     | Maria Andrade (CPV) · 18-6 | Kim Szohi (Kim So-hui) (KOR) · 5-6 |                   | Julissa Diez (PER) · 4-2     | Itzel Manjarrez (MEX) · 15-3 |                   |          |
| Phannapa Harnsujin     | Pehelysúly  | Eva Calvo (ESP) · 5-6      |                                    |                   | Kimia Alizadeh (IRI) · 10-14 | kiesett                      |                   | 7.       |

## Tenisz
Férfi
| Versenyző                             | Versenyszám | 32-es főtábla                                                | Nyolcaddöntő      | Negyeddöntő       | Elődöntő          | Bronz- mérkőzés   | Döntő             | Helyezés |
| Versenyző                             | Versenyszám | Ellenfél Eredmény                                            | Ellenfél Eredmény | Ellenfél Eredmény | Ellenfél Eredmény | Ellenfél Eredmény | Ellenfél Eredmény | Helyezés |
| ------------------------------------- | ----------- | ------------------------------------------------------------ | ----------------- | ----------------- | ----------------- | ----------------- | ----------------- | -------- |
| Sanchai Ratiwatana Sonchat Ratiwatana | Páros       | Brazília (BRA) · Marcelo Melo · Bruno Soares · 0-6, 6-7(1–7) | kiesett           | kiesett           | kiesett           | kiesett           | kiesett           | 17.      |

## Tollaslabda
| Versenyző                                   | Versenyszám  | Csoportkör | Csoportkör | Nyolcaddöntő                         | Negyeddöntő                                   | Elődöntő          | Bronz- mérkőzés   | Döntő             | Helyezés |
| Versenyző                                   | Versenyszám  | Ellenfél Eredmény | Hely.      | Ellenfél Eredmény                    | Ellenfél Eredmény                             | Ellenfél Eredmény | Ellenfél Eredmény | Ellenfél Eredmény | Helyezés |
| ------------------------------------------- | ------------ | --- | ---------- | ------------------------------------ | --------------------------------------------- | ----------------- | ----------------- | ----------------- | -------- |
| Boonsak Ponsana                             | Férfi egyes  | L csoport · Viktor Axelsen (DEN) · 14–21, 13–21 · I Donggun (Lee Dong-geun) (KOR) · 21–19, 17–21, 21–16 | 2.         | kiesett                              | kiesett                                       | kiesett           | kiesett           | kiesett           | 14.      |
| Porntip Buranaprasertsuk                    | Női egyes    | H csoport · Hsuan-Yu Chen (AUS) · 21–14, 21-15 · Kate Foo Kune (MRI) · 21–7, 21-18 | 1.         | Marija Ulitina (UKR) · 21–14, 21-16  | Li Hsüe-zsuj (Li Xuerui) (CHN) · 12–21, 17–21 | kiesett           | kiesett           | kiesett           | 5.       |
| Ratchanok Inthanon                          | Női egyes    | L csoport · Kati Tolmoff (EST) · 21–14, 21-13 · Yip Pui Yin (HKG) · 21–18, 21-12 | 1.         | Jamagucsi Akane (JPN) · 19–21, 16–21 | kiesett                                       | kiesett           | kiesett           | kiesett           | 9.       |
| Puttita Supajirakul Sapsiree Taerattanachai | Női páros    | A csoport · Hollandia (NED) · Eefje Muskens · Selena Piek · 13–21, 20–22 · Japán (JPN) · Macutomo Miszaki · Takahasi Ajaka · 15–21, 15–21 · India (IND) · Dzsvála Gutta · Ásvini Ponnappa · 21–17, 21-15      | 3.         |                                      | kiesett                                       | kiesett           | kiesett           | kiesett           | 9.       |
| Savitree Amitrapai Bodin Isara              | Vegyes páros | C csoport · Malajzia (MAS) · Chan Peng Soon · Goh Liu Ying · 13–21, 19–21 · Indonézia (INA) · Tontowi Ahmad · Lilyana Natsir · 11–21, 13–21 · Ausztrália (AUS) · Leanne Choo · Robin Middleton · 21–13, 21–18 | 3.         | kiesett                              | kiesett                                       | kiesett           | kiesett           | 9.                |          |

## Úszás
Férfi
| Versenyző        | Versenyszám | Előfutam | Előfutam | Előfutam | Elődöntő | Elődöntő | Elődöntő | Döntő   | Döntő    |
| Versenyző        | Versenyszám | Idő      | Hely.    | Össz.    | Idő      | Hely.    | Össz.    | Idő     | Helyezés |
| ---------------- | ----------- | -------- | -------- | -------- | -------- | -------- | -------- | ------- | -------- |
| Radomyos Matjiur | 100 m mell  | 1:02,36  | 1.       | 37.      | kiesett  | kiesett  | kiesett  | kiesett | kiesett  |

Női
| Versenyző            | Versenyszám | Előfutam | Előfutam | Előfutam | Elődöntő | Elődöntő | Elődöntő | Döntő   | Döntő    |
| Versenyző            | Versenyszám | Idő      | Hely.    | Össz.    | Idő      | Hely.    | Össz.    | Idő     | Helyezés |
| -------------------- | ----------- | -------- | -------- | -------- | -------- | -------- | -------- | ------- | -------- |
| Natthanan Junkrajang | 100 m gyors | 56,24    | 2.       | 32.      | kiesett  | kiesett  | kiesett  | kiesett | kiesett  |

## Vitorlázás
Férfi
| Versenyző                | Versenyszám     | Futam | Futam | Futam | Futam | Futam | Futam | Futam | Futam | Futam | Futam | Futam | Futam | Futam   | Pontszám | Helyezés |
| Versenyző                | Versenyszám     | 1     | 2     | 3     | 4     | 5     | 6     | 7     | 8     | 9     | 10    | 11    | 12    | É       | Pontszám | Helyezés |
| ------------------------ | --------------- | ----- | ----- | ----- | ----- | ----- | ----- | ----- | ----- | ----- | ----- | ----- | ----- | ------- | -------- | -------- |
| Natthaphong Phonoppharat | Szörfvitorlázás | 32    | 29    | 32    | 14    | (37)  | 21    | 30    | 24    | 25    | 25    | 28    | 27    | kiesett | 287      | 29.      |
| Keerati Bualong          | Laser           | 25    | 38    | 37    | 31    | 37    | 39    | 35    | 18    | 27    | (47)  |       |       | kiesett | 287      | 37.      |

Női
| Versenyző              | Versenyszám     | Futam | Futam | Futam | Futam | Futam | Futam | Futam | Futam | Futam | Futam | Futam | Futam | Futam   | Pontszám | Helyezés |
| Versenyző              | Versenyszám     | 1     | 2     | 3     | 4     | 5     | 6     | 7     | 8     | 9     | 10    | 11    | 12    | É       | Pontszám | Helyezés |
| ---------------------- | --------------- | ----- | ----- | ----- | ----- | ----- | ----- | ----- | ----- | ----- | ----- | ----- | ----- | ------- | -------- | -------- |
| Siripon Kaewduang-ngam | Szörfvitorlázás | 19    | 23    | 22    | 18    | 11    | 2     | (27)  | 7     | 18    | 14    | 15    | 17    | kiesett | 166      | 18.      |
| Kamolwan Chanyim       | Laser radial    | 25    | 27    | 28    | 31    | 32    | 34    | 30    | 31    | (38)  | 31    |       |       | kiesett | 268      | 32.      |